# Ischiolepta denticulata
Ischiolepta denticulata är en tvåvingeart som först beskrevs av Johann Wilhelm Meigen 1830.  Ischiolepta denticulata ingår i släktet Ischiolepta och familjen hoppflugor. Arten är reproducerande i Sverige. Inga underarter finns listade i Catalogue of Life.